# Rubus reticulatus
Rubus reticulatus là loài thực vật có hoa trong họ Hoa hồng. Loài này được Wall. ex Hook. f. miêu tả khoa học đầu tiên năm 1878.